# Saca
Saca é uma unidade de medida de peso equivalente a 60 quilogramas utilizada no Brasil para medir grãos.